# Digital Object Identifier

DOI-Logo der International DOI Foundation

Digital Object Identifier (DOI; deutsch Digitaler Objektbezeichner) nach ISO 26324 bezeichnet einen möglichst eindeutigen und dauerhaften digitalen Identifikator für physische, digitale oder abstrakte Objekte. Das DOI-System wird von der International DOI Foundation betrieben und bislang vor allem für Online-Artikel wissenschaftlicher Fachzeitschriften verwendet. Verantwortlich für Integrität und Dauerhaftigkeit einzelner DOIs ist die Organisation, die auch die Verantwortung für das jeweilige Objekt trägt.
Das DOI-System baut auf dem Handle-System auf und ist in gewisser Weise mit ISBN und ISSN vergleichbar, soll jedoch durch eine integrierte Lokalisierungsfunktion darüber hinausgehen.

## Funktionsweise
DOIs haben den Zweck, mit ihnen dauerhaft auf digitale Objekte verweisen zu können. Dies wird erreicht, indem jedem Objekt ein eindeutiger und dauerhaft gültiger Name (Identifikator) zugewiesen wird. Anhand dessen kann aus einer zentralen Datenbank der Uniform Resource Locator (URL) abgefragt werden, unter dem das Objekt derzeit zugänglich ist. Es können auch mehrere URLs hinterlegt werden; es werden dann beim Zugriff auf das Objekt zunächst alle URLs aufgelistet. Mit dem DOI werden Metadaten über das referenzierte Objekt gespeichert. Die Metadaten müssen dem Schema der jeweiligen Registrierungsagentur (z. B. Crossref, DataCite) entsprechen. Dies wird im Folgenden am Beispiel von DataCite dargestellt. Auch die letzte Version der Metadaten zu dem Objekt kann abgefragt werden.
Eine technische Sicherstellung der Integrität ist nicht vorgesehen. Bis zur gegenwärtig aktuellen Version 4 des Metadaten-Schemas (Stand: September 2017) ist keine Prüfsumme vorgesehen. Die Metadaten können beliebig geändert werden, eine Auflistung der Änderungshistorie ist nicht vorgesehen. Nach der Vergabe eines DOI kann ein digitales Objekt beliebig verändert oder ausgetauscht werden.
DOIs sollen das Problem toter Links lösen, indem Objekte nach der Änderung ihres URL trotzdem noch unter ihrem DOI zugänglich bleiben. Voraussetzung dafür ist jedoch, dass der Eintrag in der zentralen Datenbank bei jeder Änderung des URL aktualisiert wird. Die Verantwortung für die Aktualisierung liegt bei der Organisation, die auch für die Speicherung des digitalen Objekts und der URL die Verantwortung trägt.
Die zentrale Datenbank, in der die Identifikatoren und URLs gespeichert werden, wird von der International DOI Foundation betrieben. Die Betreiber speichern laut Datenschutzerklärung Folgendes: “Our logs collect and store only domain names or IP addresses, dates and times of visits, and the pages visited.”

## Aufbau
Die Struktur und der Aufbau des Digital Object Identifiers werden in der internationalen Norm ISO 26324:2012 beschrieben.

### Organisationen
DOIs beginnen grundsätzlich mit der Zeichenfolge „10.“ gefolgt von einer Nummer für die Organisation, die den jeweiligen DOI verantwortet („Autorität“). Diesen Organisationen, bislang vor allem Verlage, weist die International DOI Foundation, die Internationale DOI Stiftung, eine jeweils mindestens vierstellige Nummer zu, beginnend bei „1000“ für die Stiftung selbst. Die verschiedenen Organisationen vergeben dann selbst eine ID für die jeweiligen Objekte, die schließlich den DOI hinter einem Schrägstrich „/“ ergänzt. Sie setzen hier unterschiedliche Schemata ein: Manche benutzen die ISBN, mitunter werden Objekte aber auch schlichtweg durchnummeriert. Die Groß- oder Kleinschreibung von Buchstaben innerhalb von DOI-Namen ist irrelevant.
Als Uniform Resource Identifier wird DOIs die Schema-Kennzeichnung „doi:“ vorangestellt, was die Form zu „doi:10.ORGANISATION/ID“ ergänzt.
In einer Publikation, die durch einen DOI identifiziert ist (z. B. doi:10.1371/journal.pbio.0020449), können weitere DOIs wiederum Teile identifizieren; so ist im angegebenen Beispiel eine Abbildung zu finden, die durch doi:10.1371/journal.pbio.0020449.g001 identifiziert wird. Dies findet man besonders oft bei Artikeln in einem Journal oder Kapiteln in einem Buch. Man kann aber nicht allgemein davon ausgehen, dass man ein DOI an einem Punkt oder Schrägstrich kürzen kann, um zu einem derartigen „übergeordneten Objekt“ zu gelangen, da es hier kein festes Schema gibt.

### Beispiele
Der DOI „10.1000/182“ identifiziert mit Dokument „182“ bei der Organisation „1000“ das DOI-Handbuch bei der Internationalen DOI Stiftung selbst. Man findet es dann im Internet, indem man entweder den DOI in die Eingabemaske der Stiftungs-Website einträgt („DOI Resolver“) oder direkt die URL https://doi.org/10.1000/182 aufruft. Dazu entfernt man das eventuell vorhandene Präfix „doi:“ und ersetzt es durch den URL des DOI-Servers „https://doi.org/“.
Die so gefundene Webseite ist aber typischerweise nicht das referenzierte Dokument selbst, sondern eine Seite über das entsprechende Dokument, mit der Möglichkeit, es herunterzuladen oder zu erwerben.
| DOI-Präfix | Besitzer                                                   |
| ---------- | ---------------------------------------------------------- |
| 10.1000    | International DOI Foundation                               |
| 10.1001    | American Medical Association                               |
| 10.1002    | John Wiley & Sons: Wiley-Blackwell                         |
| 10.1007    | Springer-Verlag                                            |
| 10.1016    | Elsevier                                                   |
| 10.1021    | American Chemical Society                                  |
| 10.1038    | Nature Publishing Group                                    |
| 10.1055    | Thieme Verlagsgruppe                                       |
| 10.1063    | American Institute of Physics                              |
| 10.1073    | National Academy of Sciences                               |
| 10.1080    | Informa UK (Taylor & Francis)                              |
| 10.1088    | Institute of Physics                                       |
| 10.1093    | Oxford University Press                                    |
| 10.1098    | Royal Society                                              |
| 10.1109    | IEEE                                                       |
| 10.1111    | John Wiley & Sons: Blackwell Publishing                    |
| 10.1128    | American Society for Microbiology                          |
| 10.1136    | American Association for the Advancement of Science (AAAS) |
| 10.1145    | Association for Computing Machinery                        |

## Auflösung
Obwohl offiziell empfohlen wird, DOIs als vollen URL anzugeben, ist genau genommen nur der Teil, der mit 10. beginnt, der DOI. Der Teil davor bezeichnet einen HTTP-Proxy, den man DOI-Resolver nennt. DOI-Resolver lösen einen DOI auf, d. h., sie leiten den Webbrowser oder einen anderen Web-Client auf eine andere Website um, indem sie eine HTTP-Antwort senden, welche die Kopfzeile Location: gefolgt von einer Ziel-URL enthält.
Als DOI-Resolver muss nicht immer der Resolver der IDF (https://doi.org/) verwendet werden, z. B. kann auch hdl.handle.net benutzt werden. Daneben bieten einige DOI-Registrierungsagenturen eigene DOI-Resolver an, z. B. die mEDRA und das PANGAEA Projekt.
Die Resolver-Integration des Projekts Unpaywall startet anhand des DOI eine Suche nach einer frei verfügbaren Version des referenzierten Dokuments und leitet im Erfolgsfall direkt zu dieser weiter. Als Datenbasis nutzt Unpaywall wissenschaftliche Inhalte von weltweit über 50.000 Fachzeitschriften und Open-Access-Dokumentenserver.
Weil die Organisation, die den DOI und dessen Auflösungen verwaltet, häufig kommerzielle oder andere Interessen hat, werden URL zu kostenfreien Versionen oft nicht direkt angeboten; insbesondere wenn die erstrangige Auflösung kostenpflichtig zum erstveröffentlichenden Periodikum führt.

## Verwendung
Für die meisten wissenschaftlichen Artikel seit dem Jahr 2000, teilweise aber auch bis zur Gründung der Zeitschriften zurückgehend, sind DOIs verfügbar. Der DOI eines Artikels kann bei dem dafür zuständigen Verlag ermittelt werden und findet sich meist auf der offiziellen Webseite des Verlages zu dem Artikel.
Manche Literaturverwaltungsprogramme können per Eingabe des DOI die Metadaten eines Artikels importieren. Wurde zu einem Artikel ein DOI angegeben, so kann die zugehörige Webseite oft direkt angezeigt werden. Wikimedia-Projekte wie Wikipedia verwenden DOIs in Quellenangaben und als Wikidata Property:P356.
In Verbindung mit dem Datensystem PANGAEA nutzte die Technische Informationsbibliothek 2005 als erste Institution DOIs für die Registrierung von Forschungsdatensätzen. Die US-amerikanische Entertainment Identifier Registry EIDR verwendet das DOI-Präfix 10.5240. Seit 2015 gibt es das Präfix 10.17487 für RFCs.
DOI und andere spezielle Identifikatoren können helfen, Informationen über identische Referenzen mit unterschiedlicher Schreibweise in verschiedenen Sprachversionen von Wikipedia zu vereinheitlichen oder aufzufinden.